# Ike Barinholtz
Isaac Barinholtz dit Ike Barinholtz est un acteur, producteur, scénariste et réalisateur américain né le 18 février 1977 à Chicago.

## Biographie
Ike Barinholtz est né le 18 février 1977 à Chicago. Ses parents sont Peggy et Alan Barinholtz, un avocat.
Il se marie en 2009 avec la productrice de télévision Erica Hanson avec qui il a trois filles : Payton June Barinholtz, Foster Barinholtz et une autre fille, dont le nom n'a pas été révélé.

## Filmographie

### Cinéma

#### Longs métrages
- 2001 : L'Ascenseur : Niveau 2 (Down) de Dick Maas : Assistant Milligan
- 2007 : Twisted Fortune de Victor Varnado : Dave Armstrong
- 2007 : Bunny Whipped (en) de Rafael Riera : Joe
- 2008 : Spartatouille (Meet the Spartans) de Jason Friedberg et Aaron Seltzer : Dane Cook / Le Chiffre / Prophète
- 2008 : Film catastrophe (Disaster Movie) de Jason Friedberg et Aaron Seltzer : Hellboy / Batman / Beowulf / Prince Caspian / Javier Bardem
- 2008 : Lock and Roll Forever de Chris Grismer (en) : Lomax
- 2010 : How to Make Love to a Woman de Scott Culver : David
- 2010 : For Christ's Sake de Jackson Douglas : Buster Cherry
- 2010 : Mords-moi sans hésitation (Vampires Suck) de Jason Friedberg et Aaron Seltzer : Bobby White
- 2013 : Inventing Adam de Richie Adams : Telly
- 2014 : Nos pires voisins (Neighbors) de Nicholas Stoller : Jimmy
- 2015 : Sisters de Jason Moore : James
- 2016 : Nos pires voisins 2 (Neighbors 2 : Sorority Rising) de Nicholas Stoller : Jimmy
- 2016 : Angry Birds, le film (The Angry Birds Movie) de Clay Kaytis (en) et Fergal Reilly (en): Tiny (voix)
- 2016 : Suicide Squad de David Ayer : Capitaine Griggs
- 2017 : Larguées (Snatched) de Jonathan Levine : Jeffrey Middleton
- 2017 : The Secret Man : Mark Felt (Mark Felt : The Man Who Brought Down the White House) de Peter Landesman : Angelo Lano
- 2017 : Bright de David Ayer : Pollard
- 2018 : Contrôle parental (Blockers) de Kay Cannon (en) : Hunter
- 2018 : The Oath (en) de lui-même : Chris
- 2019 : Late Night de Nisha Ganatra : Daniel Tennant
- 2019 : La Grande Aventure Lego 2 (The Lego Movie 2 : The Second Part) de Mike Mitchell et Trisha Gum : Lex Luthor (voix)
- 2020 : The Hunt de Craig Zobel (en) : Staten
- 2021 : Moxie d'Amy Poehler : Mr Davies
- 2022 : Un talent en or massif (The Unbearable Weight of Massive Talent) de Tom Gormican : Martin
- 2026 : Artificial de Luca Guadagnino : Elon Musk

#### Courts métrages
- 2005 : The Adventures of Big Handsome Guy and His Little Friend de Jason Winer (en) : Un homme au bar
- 2013 : The Sidekick de Michael J. Weithorn : Mike

### Télévision

#### Séries télévisées
- 2008 : Les Griffin (Family Guy) : Dane Cook (voix)
- 2008 - 2009 : Rita Rocks : Fly
- 2010 : Weeds : Daryl
- 2010 / 2012 / 2015 : The League : Frank "The Body" Gibiatti
- 2011 : Childrens Hospital : Peter Principato
- 2012 : Kenny Powers : Ivan Dochenko
- 2012 - 2016 : The Mindy Project : Morgan Tookers
- 2013 : Drunk History : August
- 2013 : High School USA ! : Un harceleur (voix)
- 2013 - 2015 : The Awesomes : Mr Muscle (voix)
- 2014 : American Dad ! : DJ Iron Monkey (voix)
- 2014 : Kroll Show (en) : Zach Sword
- 2014 : Chozen (en) : Hunter (voix)
- 2014 : Married : Bruce
- 2014 : Garfunkel and Oates (en) : Le directeur
- 2016 : Animals. (en) : Alan (voix)
- 2017 : Des amis d'université (Friends from College) : Degrasso
- 2017 : Kings of Con : Mark
- 2017 : Neo Yokio (en) : Jeffrey (voix)
- 2019 : Brooklyn Nine-Nine : Gintars Irbe
- 2019 : The Twilight Zone : La Quatrième Dimension (The Twilight Zone) : Mike
- 2019 - 2021 : Bless the Harts (en) : Wayne Edwards / Trevor (voix)
- 2021 : Chicago Party Aunt (en) : Mark (voix)
- 2022 : The Afterparty : Brett
- 2022 : American Auto (en) : Landon Payne
- 2022 : The White House Plumbers (en) : Jeb Magruder
- 2025 : The Studio : Sal Saperstein

### Scénariste
- 2016 : Agents presque secrets (Central Intelligence) de Rawson Marshall Thurber
- 2018 : The Oath (en) de lui-même

### Jeu vidéo
- 2016 : Call of Duty : Infinite Warfare : A.J (voix)

## Distinctions

### Nominations
- Writers Guild of America Awards 2013
  - Meilleure nouvelle série pour The Mindy Project

## Voix françaises
| - Serge Faliu dans : - The Mindy Project (série télévisée) - Nos pires voisins - Nos pires voisins 2 - Suicide Squad - Bright - The Secret Man: Mark Felt - Contrôle parental - Moxie - White House Plumbers (en) (mini-série) - Laurent Maurel dans : - Sisters - The Disaster Artist - Brooklyn Nine-Nine (série télévisée) - Late Night | - Emmanuel Curtil dans : - La Folle Histoire du monde 2 (mini-série) - La Nuit d'Orion (voix) - The Studio (série télévisée) - David Krüger dans : - The Afterparty (série télévisée) - Un talent en or massif Et aussi - Gilles Morvan dans Spartatouille - Thibaut Lacour dans Larguées - Donald Reignoux dans La Grande Aventure Lego 2 (voix) |